# Störzelmühle (Rennertshofen)
Die Störzelmühle ist ein Ortsteil des Marktes Rennertshofen im Landkreis Neuburg-Schrobenhausen im Regierungsbezirk Oberbayern und gehört zur Gemarkung Trugenhofen.

## Lage

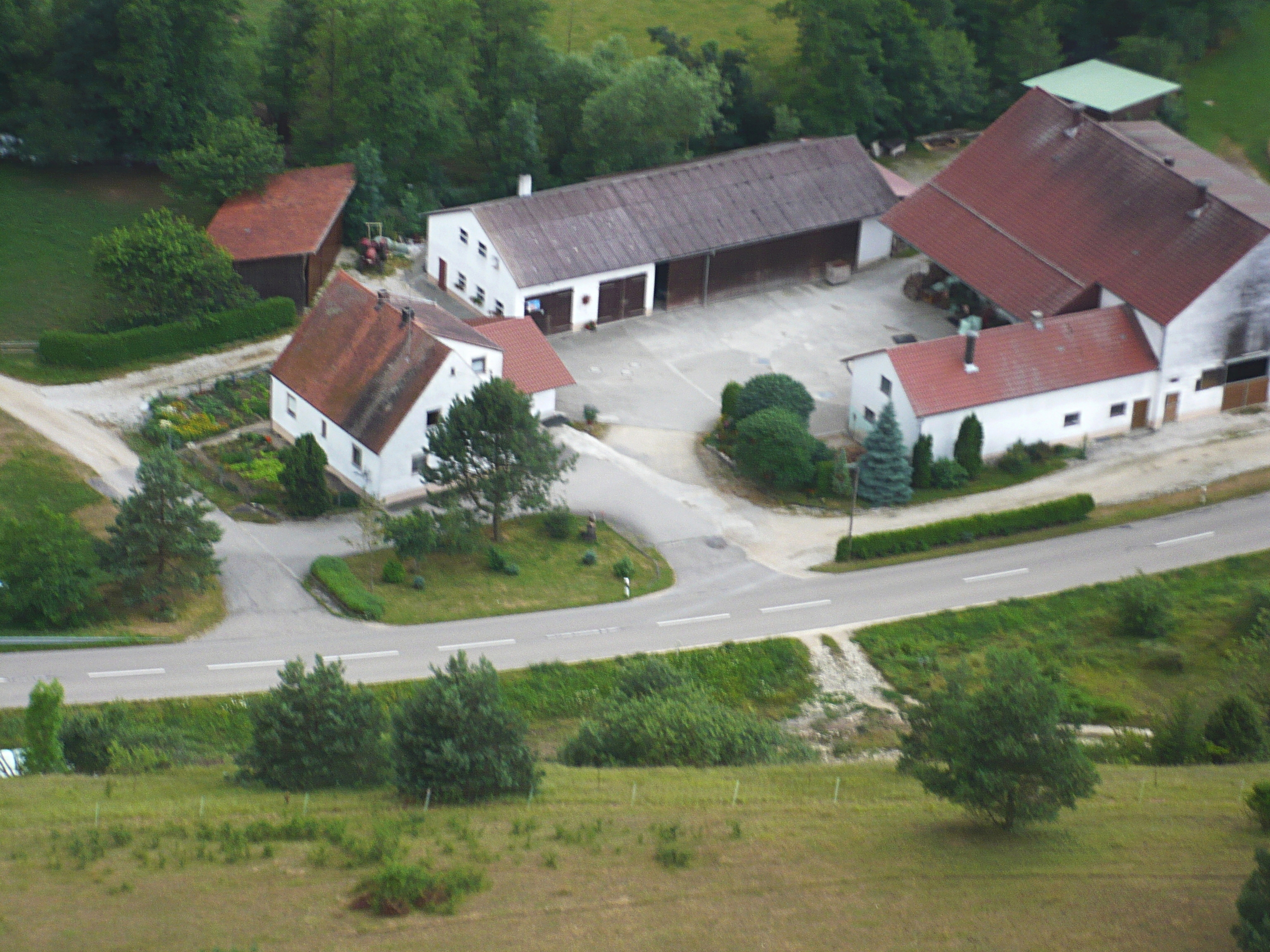
Luftaufnahme der Störzelmühle

Die Störzelmühle, eine Einöde, liegt in der hügeligen Landschaft der Monheimer Alb circa 2,5 Kilometer westlich von Trugenhofen und östlich des Marxheimer Ortsteils Gansheim an der Ussel und an der Kreisstraße ND 20.

## Geschichte
Südöstlich der Störzelmühle wurde 1977 in der Flur „Usselacker“ eine sehr gut erhaltene, 20 cm lange Bronzelanze gefunden. Da bronzezeitliche Siedlungen in der dortigen Gegend nicht bekannt sind, handelt es wohl um einen alten Verlustfund.
Im Alten Reich gehörte die Mühle zur Grafschaft Lechsgemünd-Graisbach, war also mit Gericht und Grundbarkeit diesen Grafen, später den herzoglich-bayerischen und pfalz-neuburgischen adeligen Lehenträgern in Trugenhofen zugeordnet. Später wurde die Mühle Teil der Hofmark Trugenhofen, die nacheinander verschiedenen Besitzerfamilien gehörte. 1798 billigte Hofmarksherr Joseph Freiherr von Tautphoeus zusätzlich zur Getreidemühle die Einrichtung einer Papiermühle, also ein Mahl- und Stampfwerk von Lumpen zur Papierherstellung. Auch erhielt die Mühle im Besitz des Schambacher Papiermachergesellen Gabriel Widder, der sie bei einer Versteigerung erworben hatte, das reale Recht der Papierherstellung. Nachdem der Betrieb unter seinem Sohn Wilhelm in Schwierigkeiten geraten war, wurde die Mühle dem Grafen du Moulin, Gutsherr zu Bertoldsheim zugesprochen, der seit 1802 Hofmarksherr von Trugenhofen mit Sitz auf Bertoldsheim war.
Im neuen Königreich Bayern (1806) wurde die Störzelmühle 1808/11 (Erstes Gemeindeedikt) dem Steuerdistrikt Gansheim im Landgericht und Rentamt Graisbach-Monheim zugeordnet. Durch das zweite Gemeindeedikt entstand 1818 die Gemeinde Trugenhofen, zu der die Einöde fortan gehörte. Als 1818/20 Patrimonialgerichte gebildet wurden, kam die Müllerfamilie zum Patrimonialgericht II. Klasse Bertoldsheim, das im Besitz des Hofmarkherren Wilhelm Karl Joseph Adam Graf von Eckart genannt Eckert auf Moerlach war. Diese standesherrliche niedere Gerichtsbarkeit hob Bayern 1848 wieder auf.
1846 ging die Mühle aus dem Hofmarksbesitz durch Verkauf an den Gansheimer Gastwirt Rupert Rödel über. Ab 21. April 1847 war die Mühle nur noch Mahl- und keine Papiermühle mehr. Später wechselte die Mühle durch Verkäufe und Versteigerungen noch mehrmals den Besitzer.
Am 1. Oktober 1879 wechselte die Gemeinde Trugenhofen und damit auch die Störzelmühle vom Landgericht Monheim des Bezirksamtes Donauwörth zum Amtsgericht Neuburg an der Donau und in der Folge am 1. Januar 1880 in die Zuständigkeit des Bezirksamtes Neuburg an der Donau.  Im Zuge der Gebietsreform in Bayern wurde die bis Ende 1977 selbständige Gemeinde Trugenhofen mit ihren Ortsteilen Störzelmühle, Dünsberg und Kienberg am 1. Januar 1978 in den Markt Rennertshofen des Landkreises Neuburg-Schrobenhausen eingemeindet.  Seitdem ist die ehemalige Mühle, heute ein landwirtschaftlicher Betrieb, einer von den 28 amtlich benannten Ortsteilen Rennertshofens.

### Einwohnerzahlen
- 1839: 5 Einwohner[9]
- 1864: 7 Einwohner, 2 Höfe[10]
- 1875: 4 Einwohner, 3 Gebäude[11]
- 1961: 5 Einwohner, 1 Wohngebäude[12]